# Joseph Kabila
Pour les articles homonymes, voir Kabila.
Cet article possède un paronyme, voir Joseph Kapika.
Joseph Kabila appelé Joseph Kabila Kabange, né le 4 juin 1971 à Hewa Bora II dans le territoire de Fizi (province du Sud-Kivu), est un homme d'État kino-congolais. Il est président de la république démocratique du Congo du 17 janvier 2001 au 25 janvier 2019 et sénateur à vie depuis le 15 mars 2019.
Fils du président Laurent-Désiré Kabila, il succède à celui-ci après son assassinat, le 16 janvier 2001, au cours de la deuxième guerre du Congo. Joseph Kabila est le plus jeune chef de l'État kino-congolais. Il est à la tête de l'Alliance pour la majorité présidentielle (AMP) et crée en 2002 le Parti du peuple pour la reconstruction et la démocratie (PPRD). Il se maintient au pouvoir après l'accord global et inclusif de Pretoria ayant mis fin à la guerre en 2003 en tant que président du nouveau gouvernement de transition.
Il est crédité d'avoir mis fin à la deuxième guerre du Congo et d'avoir rétabli la stabilité dans la majorité du pays,, bien qu'un conflit armé continue encore à ce jour dans l'est du pays contre des rebelles soutenus par le Rwanda. La taille de l'économie congolaise multiplie par un facteur de cinq au cours de sa présidence, mais le taux de croissance ralentit au cours de ses dernières années en pouvoir et le pays fait face à des difficultés économiques. La distribution des richesses issues de la croissance économique s'avère très inégale ; à son départ de la présidence, la majorité du population vivait toujours sous le seuil de la pauvreté,. Il est également reconnu pour avoir mené un régime autoritaire responsable de détournements de fonds généralisés, une corruption endémique et de nombreuses violations des droits de l'homme,,.
En 2006, il est élu au second tour de l'élection présidentielle. Il est réélu en 2011 tandis que son principal adversaire, Étienne Tshisekedi, conteste les résultats. En 2016, alors qu'il ne peut se représenter pour un troisième mandat, il ajourne sine die l'élection présidentielle qui devait avoir lieu, provoquant une crise politique.
Félix Tshisekedi lui succède en 2019, établissant la première alternance pacifique dans l'histoire du pays. Les conditions dans lesquelles se déroule cette alternance sont cependant très controversées en raison de forts soupçons de fraude électorale pesant sur l'élection présidentielle de 2018. L'ancien président Kabila est suspecté de vouloir continuer à diriger le pays dans l'ombre jusqu'à la rupture de l'alliance entre Kabila et Félix Tshisekedi en décembre 2020. Il occupe depuis les fonctions de sénateur à vie.
Depuis fin 2023, Joseph Kabila est au cœur de tensions politiques. Il est accusé par le gouvernement congolais et Félix Tshisekedi de soutenir l'Alliance fleuve Congo/Mouvement du 23 mars (AFC/M23), une coalition politico-militaire qui a pris le contrôle d'une partie de l'est de la RDC. Son parti est suspendu, la saisie de ses biens est ordonnée, et  le 22 mai 2025, son immunité est levée, l'exposant à des poursuites judiciaires.
Fin mai 2025, il se rend à Goma, la capitale du Nord-Kivu, une ville sous contrôle du M23, où il rencontre des leaders locaux et religieux, en présence d'un porte parole du M23.

## Situation personnelle

### Jeunesse
D'après sa biographie présidentielle, Joseph Kabila Kabange est né le 4 juin 1971 à Hewa Bora II dans la région du Fizi (Sud-Kivu). Il a une sœur jumelle, Jaynet.
Sous le régime de Mobutu, il est en exil en Tanzanie où il se fait appeler, pour des raisons de sécurité liée à sa clandestinité, Hippolyte Kanambe Mtwale. Il est inscrit à l’école française de Dar es Salaam. Il s’occupe également des pêcheries que son père possédait alors sur le lac Tanganyika.
En octobre 1996, il rejoint ce dernier, lors de la première guerre du Congo et est formé au métier des armes par le chef d’état-major de l’armée rwandaise, James Kabarebe. Il devient major-général.
En 1998, alors que son père est président, il a tenté d’arrêter la guerre civile et fait retirer, avec succès, les troupes étrangères stationnées dans le pays. Il participe cependant à la bataille de Pweto en novembre 2000.
Il fréquente la faculté de droit de l'université Makerere.

### Congolité et identité de Joseph Kabila
Il y a une polémique populaire sur la naissance de Joseph Kabila, ses détracteurs affirmant qu'il serait le fils de Laurent-Désiré Kabila et d'une femme tutsie, Marcelline Mukambukuje (ce qui était mal vu durant et peu après la deuxième guerre du Congo), ou même d'autres origines. Quelques jours avant qu'il ne devienne président en 2006, le gouvernement avait révélé que sa mère était une Congolaise du Maniema, Sifa Mahanya. Par la suite l'opposition présente Étienne Kabila qui se déclare aussi fils de Laurent-Désiré Kabila et qui affirme que Joseph Kabila est le fils d'un ancien opposant rwando-tanzanien, Christophe Adrien Kanambe, et de Marcelline Mukambukuje, résidant en Ouganda. Selon lui, il a été adopté par Laurent-Désiré Kabila après la mort de son père.
Le gouvernement publie plus tard des photos de famille ainsi qu’un témoignage de Sifa Mahanya affirmant son identité officielle.
En 2001, Erik Kennes, dans sa biographie de Laurent-Désiré Kabila, retrace l’enfance de Joseph Kabila, montre que celui-ci est le fils de Kabila et Sifa Mahanya, donne le nom de l’accoucheuse des jumeaux Kabila et explique que Joseph Kabila dut aller à l’école française sous le nom d’Hippolite Kabange Mtwale pour des raisons de sécurité. Pour Ludo Martens, ancien président du PTB, ce livre met fin à la polémique relative à l’origine de Joseph et de Jaynet Kabila, mais a quelques lacunes. En 2006, dans un entretien pour Le Soir, Sifa Mahanya contredit certains des faits décrits[Lesquels ?] par Kennes dans son livre.

## Président de la République

### Transition (2001-2006)
En 2001, à la suite de l'assassinat de son père, Joseph Kabila est désigné par l'entourage de ce dernier pour tenir la présidence de la république démocratique du Congo.

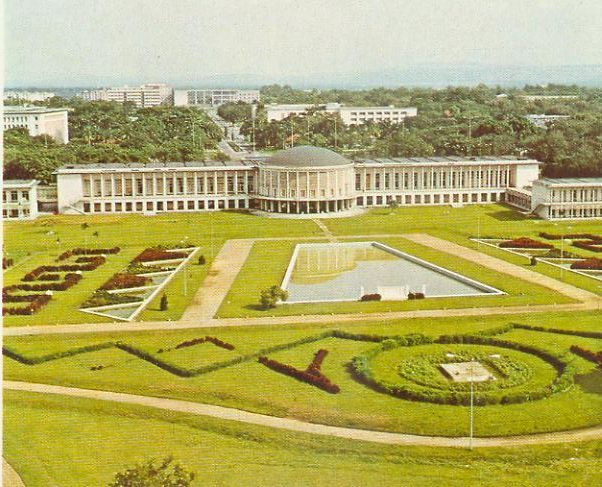
Le palais de la Nation, résidence officielle du président de la république démocratique du Congo.

À la suite d'un accord de paix, le dialogue inter-congolais, qui met fin à la deuxième guerre du Congo, un gouvernement de transition est mis en place en 2003 et comporte les chefs des deux principaux groupes rebelles qui deviennent ainsi vice-présidents. Cette transition, prévue pour durer deux ans, devait déboucher sur des élections avant la fin de l'année 2005. En fait, les retards dans l'exécution la repoussent jusqu'à fin 2006.
En février 2004, il effectue un voyage officiel en Belgique. Il présente son pays aux investisseurs européens. Lors de son allocution au Sénat belge, il déclare : « L'histoire de la République démocratique du Congo, c'est aussi celle des Belges, missionnaires, fonctionnaires et entrepreneurs qui crurent au rêve du Roi Léopold II de bâtir, au centre de l'Afrique, un État. Nous voulons rendre hommage à la mémoire de tous ces pionniers. » Cette prise de position lui a été reprochée et ses propos qualifiés de « révisionnistes ».
Le 28 mars 2004, des supporters de l'ancien président Mobutu Sese Seko tentent en vain de renverser Joseph Kabila par un coup d'État.
Depuis son arrivée au pouvoir, Joseph Kabila doit faire face à des guerres répétées dans l'Est du Congo, où des forces rebelles internes ou appuyées par des gouvernements voisins (Ouganda, Rwanda) tentent de déstabiliser le pays par la violence, le crime, le pillage des ressources. Néanmoins ces rebelles sont aussi motivés par autre chose que l'appât du gain et le contrôle des mines d'or et de diamant : les anciens génocidaires hutus se réarment au Congo et mènent des raids militaires au Burundi. Le Rwanda, comme le Burundi, qui souhaitent entrer dans une période de calme dans la région des Grands Lacs, pourchassent les miliciens interahamwe dans l'Est de la RDC[réf. nécessaire].
La famille de Joseph Kabila reçoit 36 millions de dollars américains de l’État congolais, comme dommages et intérêts pour le meurtre de sa tante Espérance Kabila par le colonel Mwamba Takiriri.

### Premier mandat (2006-2011)
Joseph Kabila s'est présenté à l'élection présidentielle du Congo en 2006. Il a été accusé par ses opposants de ne pas être Congolais mais Tanzanien (tantôt Rwandais). Ces arguments qui n'ont aucun fondement historique n'ont pas été considérés comme recevables par la Cour suprême congolaise. Des combats à l'arme lourde ont aussi eu lieu dans Kinshasa contre son rival du second tour, Jean-Pierre Bemba.
Pour la campagne Joseph Kabila fait appel à une compagnie de relations publiques basée à Washington, D.C., Stevens & Schriefer Group, qui s'était précédemment occupé de deux campagnes électorales de George W. Bush.

### Deuxième mandat (2011-2016)
En 2011, Joseph Kabila est proclamé vainqueur de l'élection présidentielle de 2011 par la CENI (Commission électorale nationale indépendante). Le processus électoral est considéré comme entaché d'irrégularités et non crédible par certaines organisations internationales, dont le Carter Center et la Mission d'observation des élections de l'Union européenne.
Le 22 mars 2013, les autorités de la république démocratique du Congo annoncent avoir déjoué un complot visant à assassiner le président Joseph Kabila et à renverser le gouvernement.
Le 9 novembre 2016, Kabila félicite Donald Trump pour sa victoire à l'élection présidentielle américaine de 2016. Il dit également exprimer sa disponibilité « à œuvrer avec le président élu à l’affermissement des relations d’amitié et de coopération qui existent fort heureusement entre la république démocratique du Congo et les États-Unis ».

### Bilan économique
Son bilan est en demi-teinte. En effet, lorsqu'il arrive au pouvoir en 2001, le pays était surendetté, avec 150 % du PIB. De nos jours[Quand ?], elle n'est plus qu'à 17 %. Cependant, à part la gestion de la dette, les résultats sont plus que décevants : le PIB n'augmente que de 6 milliards, la croissance, bien que positive durant la plupart de son mandat, fluctue d'une année sur l'autre, le pays étant en récession depuis 2016. Le chômage de 16 % en 2001 baisse à 11 % et le président Kabila ne parvient pas à régler le déficit, qui est toujours de 5 %[réf. nécessaire].
À la fin de son dernier mandat, le Congo est classé 176e pays sur 200 sur l'indice de développement humain. La misère y est très grande, alors que les riches matières premières (cobalt, diamants, or) sont accaparées par des personnalités corrompues et des entreprises étrangères.

### Violence politique
En novembre 2008, Human Rights Watch (HRW) dénonce dans un rapport la répression politique qui se déroule en RDC depuis les élections de 2006. Plus de 500 personnes ont été tuées et 1 000 arrêtées et torturées.
Lors d'une conférence de presse à Kinshasa le 22 juillet 2015, Kenneth Roth, directeur exécutif de l’ONG américaine Human Rights Watch (HRW), a fermement critiqué la répression du régime du président Kabila contre la dissidence. Pour HRW, cette répression est la principale source d’inquiétude autour des droits de l'homme.
Parmi les services pointés du doigt pour leurs méthodes violentes, on compte :
- La Garde républicaine (GR). Elle est la mieux équipée et la mieux payée des régiments des FARDC. Composée d'au moins 12 000 hommes et chargée de protéger le président et sa famille élargie, elle n'hésite pas à recourir à la force pour réprimer des manifestants, notamment en tirant à balles réelles[24].
- La Légion nationale d'intervention (LENI), anciennement nommée Police d'intervention rapide (PIR). Il s'agit d'une police anti-émeutes qui opère conjointement avec la GR[25] Elle ne se déplace qu'en véhicules 4x4, d'où l'origine de son nom (« intervention rapide »). C'est une unité de police formée dans le cadre du programme européenne EUPOL-RDC. La LENI est accusée par Human Rights Watch et l'International Crisis Group d'être à l'origine de plusieurs répressions aveugles contre la population[26].
- L'Agence nationale de renseignements (ANR). Elle s'occupe du renseignement, d’espionnage, de contre-espionnage et est dirigée par Kalev Mutond, très proche du pouvoir en place. L'ANR serait responsable d’enlèvements forcés d'opposants politiques, de plusieurs activistes des droits de l'homme, de journalistes, de jeunes des « mouvements citoyens » ainsi que d'autre contestataires[27].

En 2016, le Congrès américain et l'Union européenne annoncent des sanctions contre neuf autorités politico-militaires du pays.
Des activistes et des journalistes sont régulièrement torturés et tués par les forces de Kabila. En novembre 2018, une enquête de RFI et du Monde révèle par ailleurs que le régime est impliqué dans l'assassinat de deux experts de l'ONU en mars 2017.

### Crise politique et alternance controversée (2016-2019)
Son deuxième et dernier mandat (la Constitution l'empêche de se représenter) devait prendre fin le 20 décembre 2016. À son arrivée au pouvoir, il avait promis de mener le pays vers la démocratie mais le bilan de ses deux mandats rend cette perspective lointaine : insondable et paranoïaque, le président est critiqué pour avoir fait exiler sous des prétextes étranges l'opposant Moïse Katumbi, de bannir la presse du palais présidentiel ou encore pour des soupçons de prévarication qui entourent son clan familial alors que le pays est en grande difficulté financière. En 2011, le FMI et la Banque mondiale ont cessé la quasi-totalité de leurs opérations dans le pays. D'abord bien considéré en Europe et aux États-Unis, Joseph Kabila y est depuis critiqué, ce qui l'a conduit à se rapprocher de l'Angola et de la Chine. Des difficultés financières (jugées « opportunes » par la presse) ont empêché la tenue de l'élection présidentielle qui devait se tenir cette année et la Cour constitutionnelle a autorisé Joseph Kabila à rester en poste jusqu'à avril 2018, malgré les protestations de l'opposition et de la communauté internationale.
Finalement, il cède aux nombreuses pressions, tant internationales que nationales (politiques, religieuses et économiques), faisant suite aux sanctions onusiennes, européennes et américaines frappant des dignitaires du régime et leurs avoirs financiers. Le 8 août 2018, Joseph Kabila soutient ainsi Emmanuel Ramazani Shadary comme candidat de la coalition présidentielle à l'élection présidentielle prévue le 23 décembre. Il se conforme ainsi à la Constitution, qui interdit de se représenter après deux mandats. Celui-ci est toutefois considéré comme une marionnette de Kabila, afin de lui permettre de continuer à influencer la politique congolaise.
L'élection présidentielle est très controversée en raison des soupçons de fraude électorale. Dès l'annonce des résultats, ceux-ci sont vivement contestés par Martin Fayulu. La Conférence épiscopale nationale du Congo annonçant par ailleurs que ces derniers ne correspondent pas aux résultats collectés par ses 40 000 observateurs sur le terrain. Une fuite de documents de la Commission électorale nationale indépendante (CENI) vient le 15 janvier corréler ces affirmations. Entre-temps, les résultats des législatives sont proclamés en avance, donnant une très large majorité des deux tiers à la coalition du gouvernement sortant, le Front commun pour le Congo (FCC), augurant une cohabitation rendant caduque l'alternance.
Le gouvernement est accusé d'avoir, devant l'impossibilité de faire élire son candidat, choisi de faire gagner le candidat de l'opposition le moins hostile au régime. Un accord aurait ainsi été conclu entre Félix Tshisekedi et Kabila, attribuant au premier la présidence, et au second le contrôle du gouvernement et de plusieurs secteurs régaliens via une mainmise sur l'Assemblée nationale et celles provinciales. Le contrôle de ces dernières, dont les membres procèdent à l'élection du Sénat, permettrait au président sortant, sénateur à vie, de conserver une partie du pouvoir.
En janvier 2019, après rejet des recours, Felix Tshisekedi est proclamé vainqueur de l'élection présidentielle par la Cour constitutionnelle, et prête serment. Il devient ainsi le cinquième président du pays, et le premier à accéder au pouvoir par le biais d'une alternance pacifique.

## Après la présidence de la République
Joseph Kabila quitte ses fonctions le 25 janvier 2019, au lendemain de la prestation de serment du président élu Félix Tshisekedi. Après son départ du pouvoir, il prend le titre de « président honoraire » et devient sénateur à vie. Il conserve sa résidence présidentielle baptisée GLM. Les élections législatives et provinciales de 2018, ainsi que les élections sénatoriales de 2019, voient sa coalition sortante, le Front commun pour le Congo (FCC), remporter la majorité des postes à l'Assemblée nationale, au Sénat et dans les provinces. Ces élections sont controversées en raison d'accusations de fraude électorale en faveur de son camp et il est soupçonné de manœuvrer dans l'ombre pour garder le contrôle du pouvoir au détriment du nouveau président Tshisekedi.
Après la fin de son mandat, Kabila rejoint la ferme de Kingakati, qu'il avait fait bâtir pendant sa présidence. Sa nouvelle demeure est située au centre du parc de la vallée de N'sele, où il a fait planter 10 000 arbres et importer plus de 1 200 animaux sauvages, dont des éléphants, des lions et des rhinocéros. Le parc est une attraction majeure de Kinshasa. Dans cette enclave autosuffisante énergétiquement grâce à des générateurs électriques d'une puissance de 2 MW, Kabila a également garé trois avions de ligne personnels.
Le 7 mai 2020, l'évêque Pascal Mukuna porte plainte devant la cour constitutionnelle contre Joseph Kabila pour « violation des droits humains », parmi ceux-ci il liste plusieurs assassinats et massacres commis pendant la présidence de Kabila,.
Le 24 juin 2020, plus de 2 000 personnes accompagnées par les organisations Tournons La Page et la Nouvelle dynamique de la société civile (NDSCI) portent plainte contre Joseph Kabila pour l'accaparement de leurs terres. Les plaignants, originaires du village de Mbobero dans la province du Sud-Kivu, se sont vus expulsés et expropriés, ont vu leurs maisons, église, école et hôpital détruits par les forces armées de la RDC (FARDC) et la police en 2016 et 2018 en vue de construire une résidence pour Kabila. Kabila affirme avoir acheté légalement les terrains. En décembre 2020, les gardes républicains qui gardent la résidence de Kabila tuent Patrick Irenge Kafarire, un membre de la NDSCI, qui voulait protéger une femme contre les agissements de gardes républicains. Lors des obsèques de Kafarire, les gardes républicains tirent en direction du cortège.
Des tensions resurgissent en juillet 2020 au sein de la coalition, entre les camps Kabila et Tshisekedi au sujet de diverses nominations dans l'armée, la commission électorale et la cour constitutionnelle. En décembre 2020, les tensions restant fortes entre le FCC et Cach[Qui ?]; Félix Tshisekedi déclare qu'elles empêchent la mise en œuvre du programme sur lequel il a été élu. Il annonce alors la nomination d'un « informateur » dont le rôle est de former une nouvelle majorité à l'Assemblée pour appuyer les réformes prévues dans son programme. Le 1er janvier 2021, il annonce avoir choisi Modeste Bahati Lukwebo pour remplir cette tâche. Félix Tshisekedi parvient à rallier à lui nombre de députés du FCC de Kabila et à isoler politiquement ce dernier. La majorité parlementaire est reconfigurée et une nouvelle majorité dite d'« Union sacrée » est formée, rassemblant désormais 391 des 500 membres de la chambre basse. Ainsi, le bureau de l'Assemblée nationale et sa présidente Jeannine Mabunda sont destitués le 10 décembre 2020. Le Premier ministre Sylvestre Ilunga Ilunkamba est l'objet d'une motion de censure signée par 301 députés et déposée à l'assemblée nationale. Il est reproché à lui ainsi qu'à son gouvernement d'avoir échoué dans la mise en œuvre du programme de gouvernement pour lequel ils ont été investis. Le 27 janvier 2021, sur convocation du bureau d'âge de l'assemblée nationale, les députés ont voté en majorité en faveur de la motion de censure. Sur les 382 députés présents à l’ouverture de la séance, 367 se sont prononcés en faveur de la chute du Premier ministre et de son gouvernement, 7 députés ont voté contre, 2 se sont abstenus et 1 bulletin nul.
En décembre 2023, il quitte discrètement la RDC, après avoir boycotté les élections présidentielle et législatives. Il reparaît en janvier 2024 en Afrique du Sud, où il est officiellement présent pour travailler sur une thèse en collaboration avec l’Université de Johannesburg. Au cours des mois suivants, il voyage à travers la sous-région, passant du temps en Namibie et au Zimbabwe.
En août 2024, Kabila dénonce deux attaques menées contre sa résidence du quartier de la Gombe à Kinshasa par des jeunes d'une milice armée (la Force du progrès) proche du pouvoir. Une enquête est ouverte.

### Crise politique et sécuritaire en RDC

#### Retour de Joseph Kabila et implications
En 2021, le Mouvement du 23 mars (M23), une rébellion précédemment vaincue par les Forces armées de la république démocratique du Congo (FARDC) en 2013, sous le mandat de Joseph Kabila, reprend les armes et déstabilise l'est de la république démocratique du Congo (RDC), intensifiant son offensive et s'appropriant de large pan de territoires dans le Nord-Kivu, avec l'appui des Forces rwandaises de défense (FDR),.
En mars 2024, Augustin Kabuya, le secrétaire général de l'UDPS, le parti présidentiel, accuse publiquement Joseph Kabila de soutenir le M23. Kabuya affirme que Kabila aurait fui le pays et soutenu financièrement et logistiquement Corneille Nangaa, le chef de l'Alliance fleuve Congo, une coalition politico-militaire de groupes rebelles et de partis politiques créé en décembre 2023, dont fait partie le M23. Ces accusations sont fermement rejetées par le camp de Kabila, qui les qualifie de graves et irresponsables, dénoncant ces allégations comme une distraction face aux échecs du gouvernement actuel.
En août 2024, le président Félix Tshisekedi accuse Kabila de préparer une insurrection et d'être le cerveau de la coalition rebelle AFC/M23. Ferdinand Kambere, représentant du parti de Kabila, rejette ces accusations, les qualifiant de sans fondement et soulignant une compréhension limitée de la situation sécuritaire dans l'est de la RDC par le président actuel.
Après une période d'accalmie qui fait suite à la signature d'un cessez-le-feu négocié dans le cadre du processus de Luanda en août 2024, les affrontements entre le M23 et les forces loyalistes reprennent en octobre et s'intensifient à la suite de l'annulation du sommet de Luanda prévu pour le 15 décembre, et permet au M23 de poursuivre son expansion dans les  Kivus,. Dans la  même période, Tshisekedi lors de son discours annuel sur l'état de la nation avance l'idée d'une révision de la constitution. Une idée qu'il met en avant depuis plusieurs semaines lors de ces visites dans le pays. Peu avant Noël, Kabila rencontre Moïse Katumbi à Addis-Abeba, en Éthiopie. Cette rencontre marque un net rapprochement entre les deux anciens adversaires politiques, qui sont accusés par le gouvernement congolais de connivence avec le Rwanda. Les deux hommes publient un communiqué commun le 26 décembre, dans lequel ils critiquent le président Tshisekedi, sa volonté de réformer la constitution et la présence de « mercenaires et troupes étrangères » dans le pays.
En février 2025, Joseph Kabila rompt son silence de six ans au près des médias, en publiant une tribune dans le Sunday Times et en accordant deux interviews, critiquant la gestion de son successeur, Félix Tshisekedi, qu’il tient pour responsable de la crise dans l’est de la RDC.
En avril 2025, Joseph Kabila, annonce son prochain retour en RDC, motivant cette décision par la dégradation du contexte sécuritaire dans le pays. Peu après cette annonce, le ministre de l'Intérieur suspend les activités du Parti du peuple pour la reconstruction et la démocratie (PPRD), justifiant cette mesure par l’accusation d’un « silence complice » face aux agissements du M23 dans l'est de la RDC. Le ministère de la Justice sollicite le procureur général auprès de la Cour de cassation afin d’engager des poursuites contre Kabila. Ce dernier est accusé de « participation directe » au M23, suite à des allégations selon lesquelles il aurait séjourné à Goma, le chef-lieu de la province du Nord-Kivu, qui est passé sous le contrôle du Mouvement du 23 mars (M23) en janvier 2025. Le ministre de la Justice demande aussi la saisie de tous les biens de Kabila,  et des perquisitions sont effectuées dans des propriétés appartenant à Kabila ou à son entourage. Face à ces accusations, le PPRD revendique le droit de critiquer la gestion chaotique de la crise dans l'est de la RDC et affirme que Joseph Kabila est libre de ses déplacements, y compris à Goma.
Le 30 avril, le procureur général des forces armées dépose une requête au Sénat pour obtenir la levée de l'immunité de Joseph Kabila, ce qui permettrait des poursuites à son encontre pour trahison, crimes de guerre et crimes contre l'humanité.
En mai 2025, peu après les menaces judiciaires contre Kabila, les principaux dirigeants de l'opposition (Kabila, Moïse Katumbi, Martin Fayulu et Delly Sesanga) publient une déclaration commune. Ils s'y félicitent des avancées diplomatiques dans la crise militaire entre la RDC, le M23 et le Rwanda mais demandent la tenue d'un dialogue inter-congolais mené par la Conférence épiscopale nationale du Congo (Cenco) et l'Église du Christ au Congo et visant à traiter des problèmes de la RDC, comme la corruption généralisée, le pillage des ressources naturelles ou la mauvaise gouvernance. Fayulu et Kabila signent ainsi une déclaration commune après des années de brouille,. Le même mois, le gouvernement congolais saisit la justice pour obtenir la dissolution du PPRD. Le ministre de l'Intérieur justifie sa demande par des « actes de complicité » de dirigeants du parti avec les groupes armés de l'est du pays.
Le 22 mai 2025, la commission spéciale du Sénat vote la levée de l'immunité de Joseph Kabila, ouvrant la voie à des poursuites judiciaires contre lui. Le lendemain, dans une allocution diffusée en ligne, Joseph Kabila dénonce des décisions arbitraires prises par le gouvernement congolais et exprime son intention de se rendre à Goma,. Il critique aussi vivement le gouvernement pour sa gestion de la crise sécuritaire et économique, évoquant une dette publique qui a explosé et une corruption endémique,, déclarant : « En un temps record - six ans - nous sommes revenus à la case départ : celle d'un État échoué, divisé, désintégré, au bord de l'implosion, et figurant en tête de liste des pays les plus corrompus et les plus lourdement endettés ». Kabila clôture son allocution en proposant un « pacte citoyen » en douze points pour sortir le pays de la crise, incluant l’arrêt de la guerre et la réconciliation nationale, appellant à un sursaut patriotique et à la neutralisation de tous les groupes armés,.
Le 25 mai 2025, Joseph Kabila se rend à Goma. Cette visite est confirmée par les responsables de l'Alliance fleuve Congo (AFC) et du M23 qui contrôlent la ville depuis janvier 2025, par la publication de messages sur les réseaux sociaux annonçant sa présence dans la ville. Durant son séjour, Kabila rencontre des figures religieuses locales en présence du porte-parole du M23, Lawrence Kanyuka, sans faire de déclaration publique. Des sources proches de Kabila indiquent qu'il partage avec le M23 l'objectif commun de mettre fin au régime du président Félix Tshisekedi, bien qu'aucune alliance formelle ne soit officiellement établie.

## Procès pour trahison
Joseph Kabila est l'objet d'un procès qui débute le 25 juillet 2025 devant la Haute Cour militaire de Kinshasa. Convoqué pour répondre à de multiples accusations, il ne se présente pas à l'audience.
Les charges retenues contre Joseph Kabila incluent la trahison, l'apologie du terrorisme, le complot, les crimes de guerre, les crimes contre l'humanité et la participation à un mouvement insurrectionnel,. Il est accusé d'être un des initiateurs de l'Alliance fleuve Congo (AFC), et en ce titre, de jouer un rôle majeur dans les crimes commis dans les provinces du Nord et du Sud-Kivu, qui selon les autorités congolaises, auraient été perpétrés par le Mouvement du 23 mars (M23), la branche armée de L'AFC, lors de l'offensive du M23 dans l'est du pays. Il est notamment accusé de viols, de tortures, et d'homicide intentionnel par balles. 
Il est aussi accusé de l'occupation par la force de la ville de Goma, qui est est passé sous le contrôle de l'AFC/M23 fin janvier 2025,, et d'être responsable de la déportation de milliers de personnes des camps de Bulengo, Bushagara et Kanyaruchinya vers une destination inconnue. 
Kabila est également accusé par les autorité congolaise d'avoir comploté pour renverser le régime actuel, d'avoir tenu des discours incitant à la violence, et d'avoir entretenu des relations avec le Rwanda dans le but de nuire à la république démocratique du Congo.
Ces accusations s'appuient en partie sur le témoignage d'Éric Nkumba, actuellement emprisonné pour sa participation à la rébellion et condamné à mort. Nkumba a rapporté des propos attribués à Kabila concernant un plan visant à s'opposer au président Félix Tshisekedi. 
La décision est perçue par certains comme une avancée vers le renforcement de l'État de droit. Cependant, d'autres l'interprètent comme une manœuvre politique destinée à éliminer une figure influente de la scène politique congolaise. Les partisans de Kabila critiquent ce procès, le qualifiant de motivé politiquement et d'injuste, et soutiennent que le verdict est prédéterminé.

## Accusations de corruption
Kabila et sa famille, en particulier sa sœur jumelle Jaynet et sa femme Olive Lembe, sont propriétaires ou gérants de plus de 70 entreprises congolaises. Ces entreprises sont présentes dans de nombreux secteurs économiques congolais, dont les banques et les exploitations minières et rapportent plusieurs centaines de millions de dollars,,. Plusieurs allégations de corruption sont apparues dès le début de son premier mandat de président[réf. nécessaire].
Le système de corruption serait généralisé et s'étendrait aux fonctions officielles. Du simple policier au président, les détenteurs de l'autorité adoptent un comportement de prédateurs. Comme par ailleurs l'ex-général major souhaite éviter par-dessus tout la création de baronnies trop puissantes, la rotation des dirigeants devient un principe de gouvernement. Premiers ministres, ministres, gouverneurs de province, maires, et dirigeants d'entreprises nationales se succèdent donc à un rythme accéléré, chacun d'entre eux cherchant à se constituer une réserve personnelle en prévision d'une disgrâce inévitable et prochaine. De cette façon, un homme fraîchement nommé à un poste important cherchera à devenir extrêmement riche en peu de temps, ce qui ne peut être réalisé qu'à partir de détournements d'argent,,.
Le népotisme ou le tribalisme sont également très développés. Ils ont lieu dans les cercles du président ou de ses ministres, touchant souvent des gens qui occupent des postes élevés au sein du pays et des entreprises. Plusieurs d'entre eux n'ont pas les compétences requises pour la fonction, mais personne ne peut les révoquer, et ils ne peuvent pas être poursuivis par la justice car ils sont nommés et protégés par le chef de l'État[source insuffisante]. Être proche du pouvoir est devenu symbole d'immunité totale[réf. nécessaire].
Le troisième de ces faits est l'impunité totale assurée aux proches du président ainsi qu'à sa famille biologique.
La famille du président n'est pas restée à l'écart de ces problèmes. La population congolaise se plaint des abus commis par un bon nombre de « membres de la famille présidentielle ». Certains sont des propres frères, cousins et tantes du président. Le concept de « famille » fait référence à un ménage constitué de « deux parents mariés ou non ainsi que leurs enfants ». Il peut s’étendre à un ensemble apparenté de plusieurs personnes vivant dans le même foyer. Pour protéger l’intimité conjugale dans le ménage, la loi a délimité le cadre de vie avec ses frères et sœurs, grands-parents, belles-mères, beau-fils, cousins, oncles, tantes, etc. La constitution de la RDC ne reconnaît qu’un individu élu : le président de la République, qui a droit aux avantages liés à son rang, dont l’escorte et la garde rapprochée. Le Code de la famille définit la famille légale constituée du mari, de l'épouse et des enfants à charge. Les collatéraux (frères, sœurs, grands-parents, oncles, tantes et cousins) n’en font pas partie. Il n’existe aucun concept de « famille présidentielle » dans les lois de la RDC. Mais les personnes appartenant à la famille élargie du président, assurées de l'impunité totale, enfreignent la loi face à une justice qui demeure impuissante. Ils sont accusés de s’adonner à la commission de faits délictuels, contraires à la Constitution et aux lois congolaises au nom de la « famille présidentielle »[réf. nécessaire].
En novembre 2021, un regroupement de journaux fait paraître une enquête intitulée Congo Hold-Up. Cette enquête accuse Joseph Kabila et la famille Kabila d'avoir détourné environ 138 millions de dollars du budget de l'État entre 2013 et 2018, quand Kabila était président. Ces détournements auraient bénéficié de la complicité de la filiale congolaise de la banque BGFIBank. Le lendemain de la parution de cette enquête, Rose Mutombo Kiese, ministre de la Justice de la RDC, demande au procureur près la Cour de cassation d'« ouvrir une instruction judiciaire » pour enquêter sur ces accusations,.